# Батюки

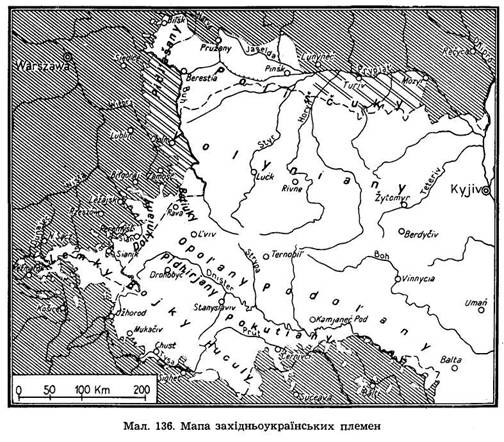

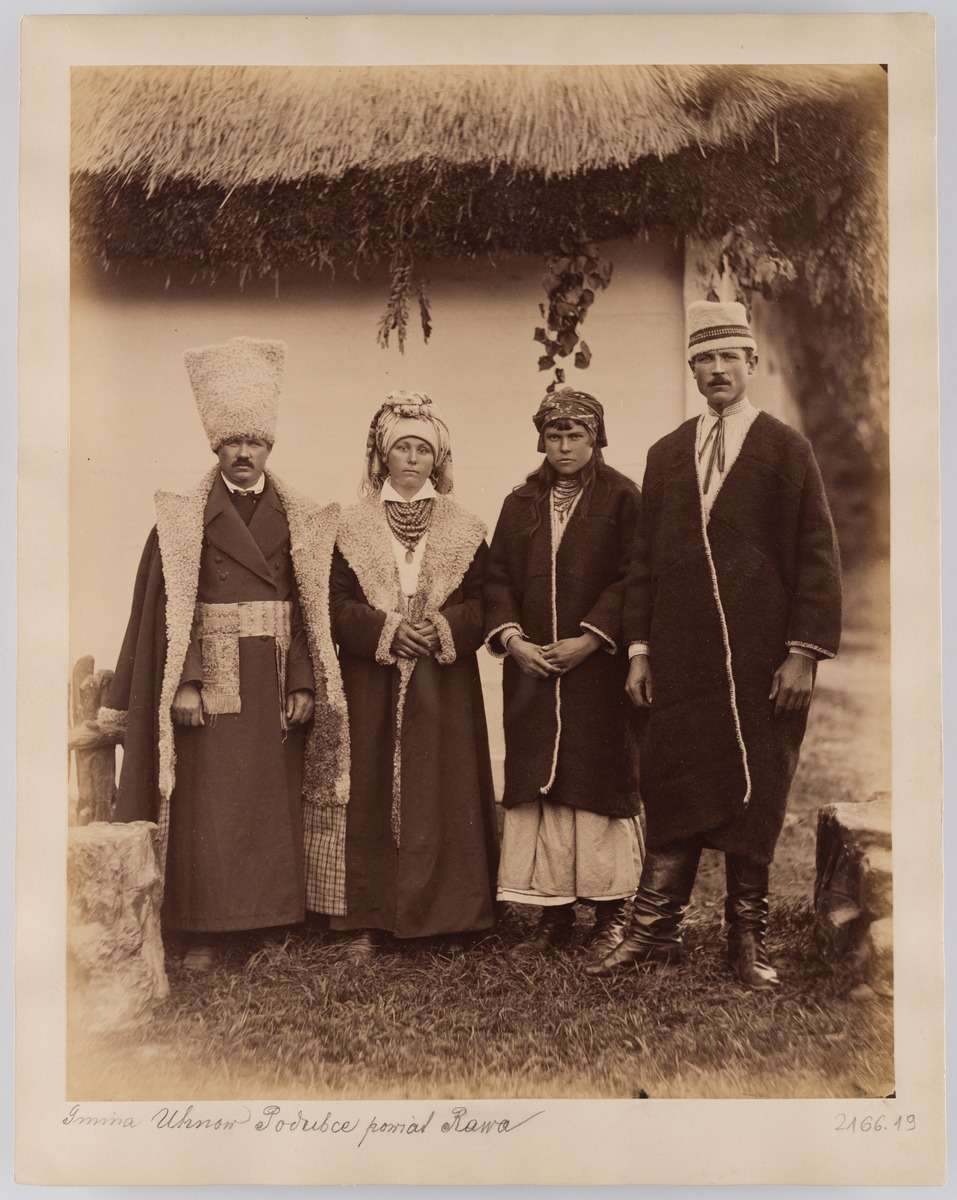
Мешканці Угнова, 1887 р.

Батюки — етнографічна група українців, що компактно живуть в околицях  Яворова, Угнова, Рави-Руської, Жовкви та Городка. На півночі вони межують з волинянами-бужанами, на півдні- з ополянами, на схід від Яворова граничать з вересюками, а на заході- з долинянами. Батюцький говір є частиною опільського.

## Назва
Відомий український мовознавець та етнограф Іван Верхратський вважав, що назву свою батюки отримали від майже скрізь менш або більш вживаного слова "батько". У підтвердження цьому він наводить паралелі з іншими етнонімами мешканців Галичини: бемки (назва походить від розмовного "бем" замість "будемо"), юкавці (названі через те, що кажуть "ю" замість "уже", "вже"), бойки (від вживаної частки "бо є") тощо.

## Особливості говору
Говір батюків лиш незначною мірою відрізняється від загального опільського. Зокрема, можна виділити декілька значущих рис:
1) Слова, що починаються з голосної літери, найчастіше отримують придих [в] або [г] (рідко [л]): вобід, вобраз, вовес, воко, вунук, вухо, вутроба, гинчий, гиржа, готава, лотава, локунь;
2) [й е] або ['і] замість [й а],  ['а], [а]: пшеницє, молодицє, телє, чаплі, поті;
3) Старослов'янській сполуці лъ відповідає сполука ло, котра часом переходить в лу : блоха, блуха; або ле: слеза; або ли: лижка, або оў: жоўтий, доўбати;
4) Старослов'янському ръ відповідає рі: дріва;
5) [й е] та [е] в іменниках середнього роду: зілє, здоровлє, волосє, насінє, збіже;
6) [ц] замість [ц'] в кінці деяких слів: хлопец, воробец;
7) [р] замість первинного [а р'] в кінці іменника: косар, бондар;
8) В прикметниках, що закінчуються на -ськ, -цьк, звуки [с] та [ц] не пом'якшуються: руский, німецкий.